# San Isidro (Intibucá)
San Isidro (uit het Spaans: "Sint-Isidoor") is een gemeente (gemeentecode 1011) in het departement Intibucá in Honduras.
Het dorp maakte deel uit van de gemeente Jesús de Otoro tot het in 1925 een zelfstandige gemeente werd.
Door de gemeente lopen de rivieren Cicaguara en Cirima.

## Bevolking
De bevolking is als volgt verdeeld:
| Vrouwen | 2260 | 48,1% |
| Mannen  | 2441 | 51,9% |

## Dorpen
De gemeente bestaat uit drie dorpen (aldea), waarvan het grootste qua inwoneraantal: San Isidro (code 101101).